# Анђелик Бојер
Анђелик Бојер (шп. Angelique Monique-Paullete Boyer Rousseau) је мексичка глумица, водитељка и модел рођена 4. јула 1988. године у Француској. Популарност је стекла захваљујући улози Терезе у истоименој телевисиној теленовели.

## Филмографија
| Година:       | Српски назив:   | Оригинални назив: | Улога:                                       |
| ------------- | --------------- | ----------------- | -------------------------------------------- |
| 2026.         | /               |                   | Доменика Монтеро                             |
| 2023.         | /               |                   | Леона Браво Алба де Торенегро/Марена Рамос   |
| 2022.         | /               |                   | Рената Санчез Видал/Алондра Маскаро Мартинез |
| 2021. - 2022  | /               |                   | Рената Санчез Видал/Алондра Маскаро Мартинез |
| 2020. - 2021  | /               |                   | Елиса Канту Роблес де Веласко                |
| 2018. - 2019  | Волети до смрти |                   | Лусија Борхес Дуарте                         |
| 2015. - 2016  | /               |                   | Ана Лусија/Ана Лаура/Ана Летисија            |
| 2013. - 2014. | Украдена љубав  |                   | Монсерат                                     |
| 2012.         | Понор љубави    |                   | Елиса Кастањон Бувијер де Аранго             |
| 2010. - 2011. | Тереза          |                   | Тереза Чавез Агире де ла Барера              |
| 2009. - 2010. | /               |                   | Анхела/Химена/Естреља                        |
| 2008. - 2009. | /               |                   | Сандра Хјеро Хименез                         |
| 2008.         | /               |                   | Маргарита Виласењор                          |
| 2004. - 2006. | Бунтовници      |                   | Викторија Паз Миљан                          |
| 2004.         | /               |                   | Анета                                        |